# Тороїдальний многогранник

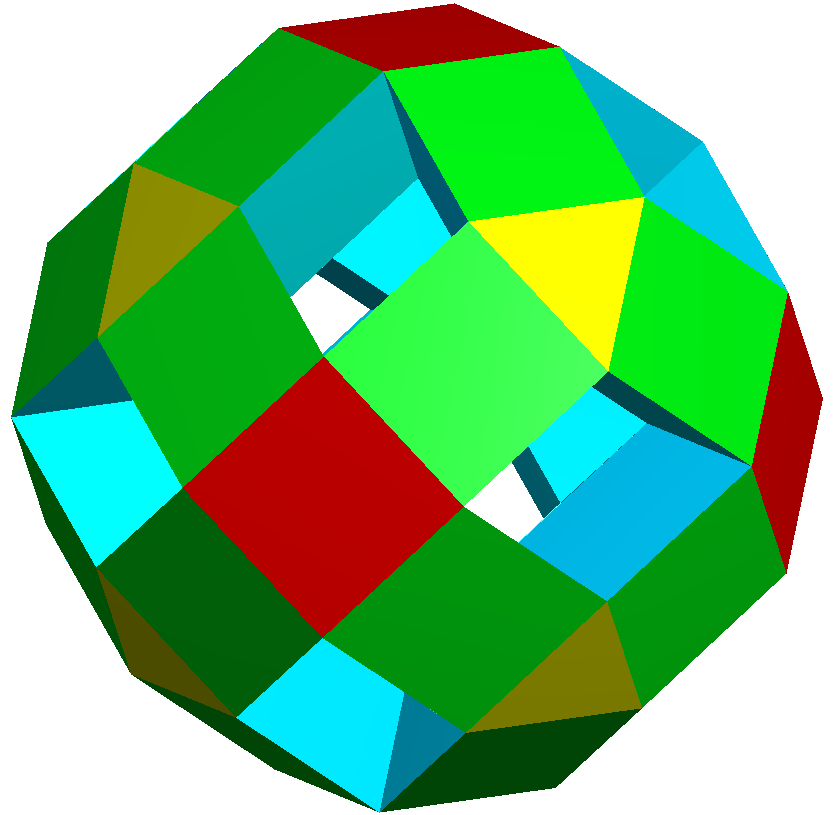
Expanded_cuboctahedron з видаленими ромбоподібними гранями як тороїдальний многогранник роду 11. Усі грані цього многогранника є правильними многокутниками.

Можна побудувати многокутний тор для наближення до поверхні тора розгорткою з чотирикутними гранями, як показано на цьому прикладі.

У геометрії тороїдальний многогранник — це многогранник, який є також тороїдом (тор з g дірками), має топологічний рід g, рівний 1 або вище.

## Варіанти визначення
Тороїдальні многогранники визначаються як набір многокутників, які мають спільні вершини і ребра, утворюючи многовид. Тобто, кожне ребро має бути спільним рівно для двох многокутників, вершинна фігура кожної з вершин має бути одним циклом із многокутників, яким дана вершина належить. Для тороїдальних многогранників цей многовид буде орієнтованою поверхнею. Деякі автори обмежують поняття «тороїдальний многогранник» до многогранників, топологічно еквівалентних (роду 1) тору.
Тут слід розрізняти вкладені тороїдальні многогранники, межі яких є плоскими многокутниками в тривимірному евклідовому просторі, які не перетинають один одного, від абстрактних многогранників, топологічних поверхонь без певної геометричної реалізації. Серединою між цими двома крайнощами можна вважати занурені тороїдальні многогранники, тобто многогранники, утворені многокутниками або зіркоподібними многокутниками в евклідовому просторі, яким дозволено перетинати один одного.
У всіх цих випадках тороїдальна природа многогранників може бути перевірена орієнтованістю і ейлеровою характеристикою, яка для цих многогранників не позитивна.

## Многогранники Часара і Силаші

Многогранник Силаші

Два найпростіші можливі вкладені тороїдальні многогранники — це многогранники Часара і Силаші.
Многогранник Часара — це тороїдальний многогранник з сімома вершинами, 21 ребром і 14 трикутними гранями. Тільки цей многогранник і тетраедр (з відомих) володіють властивістю, що будь-який відрізок, що з'єднує вершини многогранника є ребром многогранника. Двоїстим многогранником є многогранник Силаші, який має 7 шестикутних граней, кожна пара яких суміжні одна з одною, забезпечуючи половину теореми про те, що максимальне значення кольорів для малювання карти на торі (роду 1) дорівнює семи.
Многогранник Часара має найменше можливе число вершин, яке може мати вкладений тороїдальний многогранник, а многогранник Силаші має найменше можливе число граней.

## Тороїди Стюарта
|                         |                                      |                 |
| Шість шестикутних призм | Чотири квадратні куполи 8 тетраедрів | Вісім октаедрів |

Спеціальна категорія тороїдальних многогранників будується виключно за допомогою правильних многокутних граней без їх перетину з додатковим обмеженням, що суміжні грані не лежать в одній площині. Ці многогранники називаються тороїдами Стюарта за іменем професора Бонні Стюарта, який досліджував їх існування. Вони аналогічні тілам Джонсона у випадку опуклих многогранників, але, на відміну від них, існує нескінченно багато тороїдів Стюарта. Ці многогранники включають також тороїдальні дельтаедри, многогранники, грані яких є рівносторонніми трикутниками.
Обмежений клас тороїдів Стюарта, також визначених Стюартом, — це квазіопуклі тороїдальні многогранники. Це тороїди Стюарта, які включають всі ребра їхніх опуклих оболонок. У цих многогранників кожна грань опуклої оболонки або лежить на поверхні тороїда, або є многокутником, ребра якого лежать на поверхні тороїда.

## Занурені многогранники
| Октагеміоктаедр | Малий кубооктаедр | Великий додекаедр |

Многогранник, утворений системою многокутників, що перетинаються, у просторі — це многогранне занурення абстрактного топологічного многовиду, утвореного його многокутниками і його системою ребер і вершин.
Прикладами є октагеміоктаедр (рід 1), малий кубооктаедр (рід 3) і великий додекаедр (рід 4).

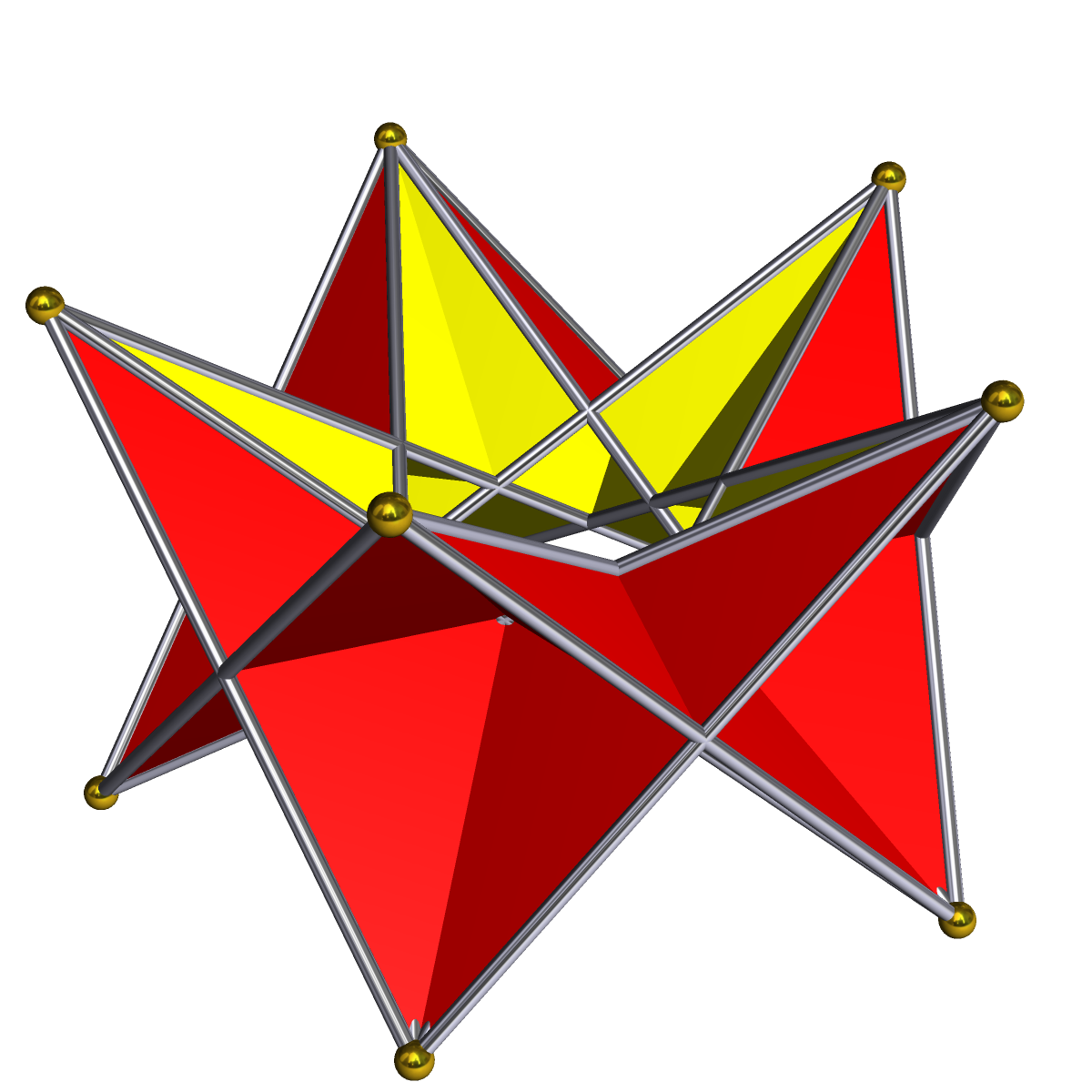
П'ятикутний стефаноїд. Цей стефаноїд має п'ятикутну діедральну симетрію і має ті ж самі вершини, що й однорідна п'ятикутна призма.

Корончастий многогранник (або стефаноїд) — це тороїдальний многогранник, який є благородним многогранником, оскільки є як ізогональним (однакові типи вершин), так і ізоедральним (однакові грані). Корончастий многогранник самоперетинається і є топологічно самодвоїстим.